# سوليوترية
السوليوترية /səˈljuːtriən/ هو أسلوب متقدم نسبيًا لصنع أدوات الصوان من العصر الحجري القديم الأعلى إلى الكرافيتية من حوالي 22،000 إلى 17،000 BP . عثر على مواقع السوليوترية في العصر الحديث فرنسا وإسبانيا والبرتغال.

## تفاصيل
يأتي مصطلح Solutrean من موقع النوع " Cros du Charnier "، الذي يرجع تاريخه إلى حوالي 21000 عام ويقع في Solutré، في شرق وسط فرنسا بالقرب من ماكون. اكتشف موقع Rock of Solutré في عام 1866 من قبل الجيولوجي وعالم الحفريات الفرنسي هنري تستو فيري. يتم الاحتفاظ بها الآن باسم الحديقة الأثرية والنباتية للسولوتريه (بالفرنسية: Parc archéologique et botanique de Solutré).
سمى غابرييل دي مورتيل الصناعة لوصف المرحلة الثانية من نظامه من التسلسل الزمني للكهف، في أعقاب الموستيرية، واعتبر أنه متزامن مع الدرجة الثالثة من الفترة الرباعية. وتشمل الاكتشافات في العصر أدوات تزيينية الخرز، ودبابيس العظام ، فضلا عن فن ما قبل التاريخ .
صنعت أدوات السوليوترية تقنيات مستخدمة لم يسبق لها مثيل ولم يُعاد اكتشافها لآلاف السنين. لقد عملت السوليوترية بشكل جيد نسبيًا، والنقاط ثنائية الوجه مصنوعة من نقر واستقطاع حجري والتشظية بالضغط بدلاً من تشذيب الحجارة. كان الملطاس يتم باستخدام هراوات قرن الوعل وهراوات الخشب الصلب والمطارق الحجرية اللينة. سمحت هذه الطريقة بعمل شظايا دقيقة من الصوان لصنع مقذوفات خفيفة وحتى رؤوس سهام شائكة ومتشابكة. ورؤوس حربة رفيعة كبيرة كاشطات ذات حافة ليست على الجانب ولكن في النهاية ؛ وسكاكين ومناشير الصوان، ولكن جميعها لا تزال متكسرة وليست مطحونة أو مصقولة ؛ تعتبر رؤوس الرمح الطويلة، مع مبرد وكتف على جانب واحد فقط، من الأدوات المميزة لهذه الصناعة. استخدمت العظام والقرون أيضًا.
يمكن اعتبار السوليوترية كمرحلة انتقالية بين أدوات الصوان من موستيرية والأدوات العظمية للعصور المجدلية . تشمل الاكتشافات الحيوانية الخيول، الرنة، الماموث، أسد الكهف، وحيد القرن، الدب والأرخس . تم اكتشاف اكتشافات السوليوترية أيضًا في كهوف ليه إيزيه ‏ ولوجيري العليا، وفي الأسرة السفلية لصخور كريسويل كراغز [الإنجليزية] في ديربيشاير، إنجلترا (السوليوترية البدائية). ظهرت الصناعة لأول مرة فيما يعرف الآن بإسبانيا[بحاجة لمصدر]، ويختفي من السجل الأثري حوالي 17000 سنة مضت.

## فرضية السوليوترية في علم آثار أمريكا الشمالية
تجادل فرضية السوليوترية بأن الناس من أوروبا ربما كانوا من بين أوائل المستوطنين في الأمريكتين. من بين أنصارها البارزين حديثًا دينيس ستانفورد من معهد سميثسونيان وبروس برادلي من جامعة إكستر. تتناقض هذه الفرضية مع العقيدة الأثرية السائدة بأن قارة أمريكا الشمالية كانت مأهولة أولاً بأشخاص من آسيا، إما عن طريق جسر بيرنغ البري (أي. بيرنجيا) قبل 13500 عام على الأقل، أو عن طريق السفر البحري على طول ساحل المحيط الهادئ، أو عن طريق كليهما. لا تزال فكرة ارتباط كلوفيس-السوليوترية مثيرة للجدل ولا تحظى بقبول واسع. يتم تحدي الفرضية من خلال الفجوات الكبيرة في الوقت بين ثقافة كلوفيس وعصر السوليوترية، ونقص الأدلة على الملاحة البحرية السوليوترية، ونقص ميزات وأدوات السوليوترية المحددة في تقنية كلوفيس، وصعوبات المسار، وغيرها من القضايا.
في عام 2014، تم ترتيب تسلسل الحمض النووي الوراثي لرضيع ذكر ( Anzick-1 ) من وديعة عمرها 12500 عام في مونتانا. عُثر على الهيكل العظمي مرتبطًا ارتباطًا وثيقًا بالعديد من مصنوعات كلوفيس. أظهرت المقارنات صلات قوية بالحمض النووي من المواقع السيبيرية، واستبعدت فعليًا أي تقارب وثيق لـ Anzick-1 مع المصادر الأوروبية. أظهر الحمض النووي لعينة Anzick-1 صلات قوية مع عينات السكان الأمريكيين الأصليين، مما يشير إلى أن العينات مستمدة من السكان القدامى الذين عاشوا في سيبيريا أو بالقرب منها، سكان Mal'ta من العصر الحجري القديم الأعلى.

## الخصائص البدنية
حدد فحص البقايا المادية من فترة السوليوترية أنها كانت من نوع أكثر رشاقة بقليل من ثقافة الكرافيتية السابقة. كانت الذكور طويلة إلى حد ما، وكان ارتفاع بعض الهياكل العظمية يصل إلى 179 سم. فحص المجلد 4 من المجلة البرتغالية لعلم الآثار من عام 2001 أنثى سوليوترية والتي وُصفت بقاياها الجسدية بأنها «تحتوي على عناصر ما بعد الجمجمة مستمدة من فرد صغير نسبيًا ونحيفًا». توصف أسنان أفراد السوليوترية بأنها متشابهة في المظهر مع تلك التي تنتمي إلى شعب الكرافيتي.

## معرض الصور

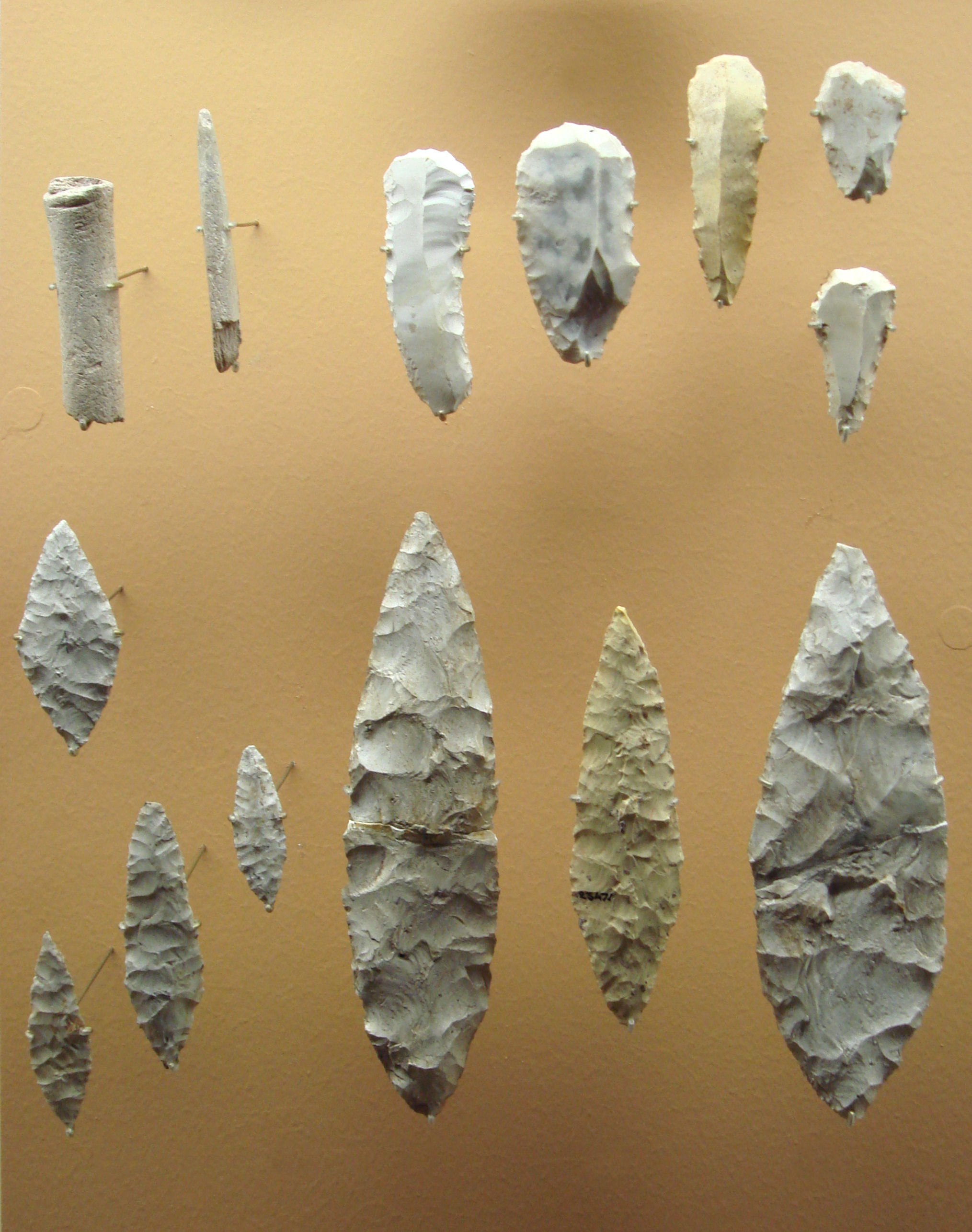
أدوات سوليوترية، 22000-17000 BP، Crot du Charnier، Solutré-Pouilly، سون ولوار، فرنسا
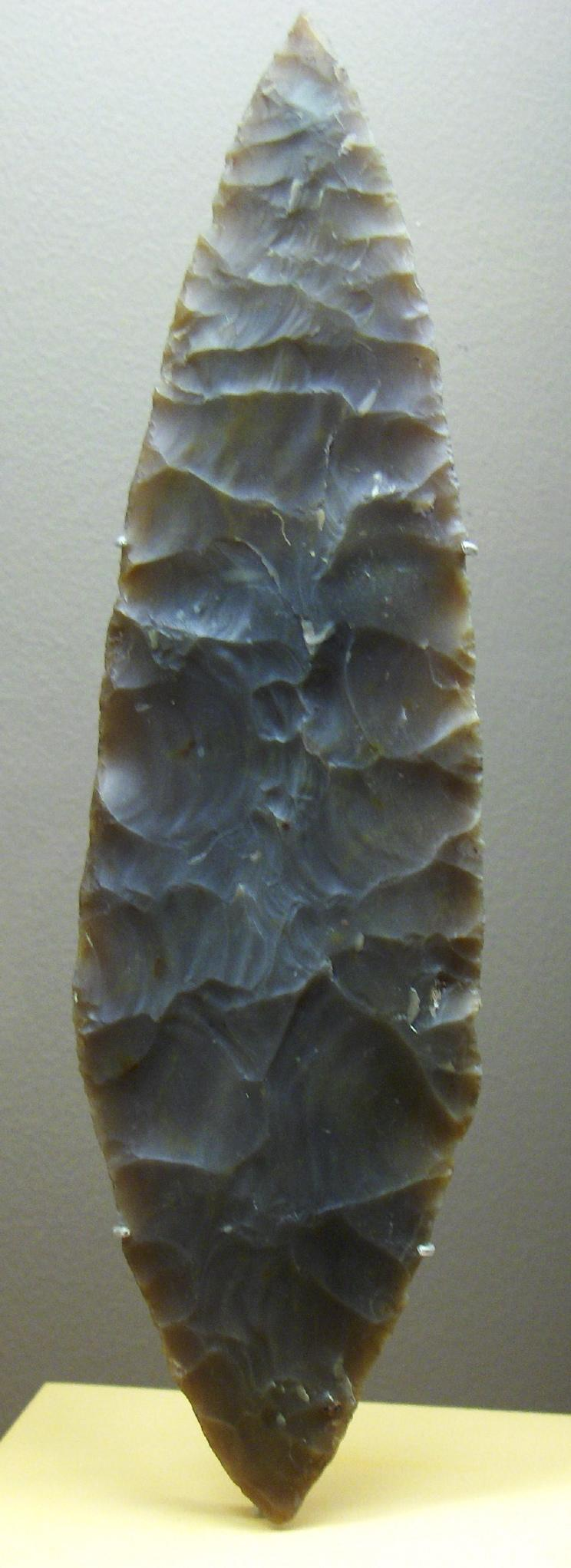
نقطة فلينت من فولغو في المتحف الأثري الوطني  [لغات أخرى]‏ في فرنسا

## روابط خارجية
- كلوفيس وسولوترين: هل هناك خيط مشترك؟ بواسطة جيمس إم تشاندلر
- ملخص برنامج ستون إيج كولومبوس بي بي سي التلفزيونية
- نسخة "مستكشفو العصر الحجري في أمريكا" لبرنامج NOVA لعام 2004 على PBS
- صور المشغولات اليدوية Solutrean
- النظرية الراديكالية للأميركيين الأوائل تضع الأوروبيين في العصر الحجري في دلمارفا قبل 20000 عام من مقال واشنطن بوست في 28 فبراير 2012
- معرض صور للعصر الحجري القديم (علم الإيثنولوجيا الترميمية) نسخة محفوظة 14 يونيو 2017 على موقع واي باك مشين.، ليبور بالاك في الأكاديمية التشيكية للعلوم، ومعهد الآثار في برنو، ومركز أبحاث العصر الحجري القديم والحفريات القديمة